# Novemcella
Novemcella is een geslacht van halfvleugeligen uit de familie van de Cicadidae (zangcicaden). Het geslacht werd voor het eerst wetenschappelijk beschreven door Frederic Webster Goding in 1925.

## Soorten
Het genus is monotypisch en bevat alleen de volgende soort:

- Novemcella ecuatoriana Goding, 1925